# Сконтроне
Сконтро̀не (на италиански: Scontrone) е село и община в Южна Италия, провинция Акуила, регион Абруцо. Разположено е на 1038 m надморска височина. Населението на общината е 585 души (към 2012 г.).